# Ente sardo industrie turistiche
L'Ente sardo industrie turistiche (ESIT) fu un ente costituito nel  1950 dalla Regione Sardegna con L.R. n. 62 ed è stato messo in liquidazione il 23 maggio 2005

## Storia
L'ESIT fu costituito dalla Regione Sardegna qualche anno dopo aver acquisito lo status di regione autonoma. L'ente aveva lo scopo di promuovere il turismo in Sardegna. Tuttavia col tempo promosse anche la cultura e le produzioni artigianali. Le prime promozioni e realizzazioni infrastrutturali poste in essere dall'Ente furono la costruzione di alcuni alberghi fra cui l'hotel Miramar di Alghero che fu ultimato nel 1955. Alghero, con la sua Riviera del Corallo, fu la prima località turistica di richiamo internazionale negli   '50 e '60. Grazie anche alla creazione della prima associazione turistica pro loco e la prima Azienda autonoma di soggiorno e turismo (AAST).